# Liste der denkmalgeschützten Objekte in Herzogsdorf
Die Liste der denkmalgeschützten Objekte in Herzogsdorf enthält die 6 denkmalgeschützten, unbeweglichen Objekte der Gemeinde Herzogsdorf in Oberösterreich (Bezirk Urfahr-Umgebung).

## Denkmäler
| Foto |                 | Denkmal                                                                                 | Standort                               | Beschreibung | Metadaten |
| ---- | --------------- | --------------------------------------------------------------------------------------- | -------------------------------------- | --- | --- |
| ja   | Datei hochladen | Kath. Pfarrkirche hl. Pankraz HERIS-ID: 4210 Objekt-ID: 48                              | Kirchenplatz Standort KG: Eidendorf    | Die ehemals mittelalterliche Kapelle wurde zwischen 1877 und 1878 zu einer schmalen, fünfjochigen neogotischen Kirche mit Kreuzrippengewölben umgebaut und mit neogotischem Inventar ausgestattet. Der Hochaltar stammt aus der Werkstätte von Josef Kepplinger.                                                                                       | BDA-Hist.: Q38020287 Status: § 2a Stand der BDA-Liste: 2025-06-30 Name: Kath. Pfarrkirche hl. Pankraz GstNr.: .74 Pfarrkirche Herzogsdorf                              |
| ja   | Datei hochladen | Friedhofskapelle HERIS-ID: 4211 Objekt-ID: 49                                           | Kirchenplatz Standort KG: Eidendorf    | Die kleine Friedhofskapelle mit Giebelfront, Spitzbogentor und Kreisfenster entstand zwischen 1877 und 1880 in neugotischen Formen. Im tonnengewölbten Innenraum ein Kruzifix aus der 2. Hälfte des 19. Jahrhunderts, darunter segmentbogige Ossariumsnische.                                                                                          | BDA-Hist.: Q38023798 Status: § 2a Stand der BDA-Liste: 2025-06-30 Name: Friedhofskapelle GstNr.: 894/3 Friedhofskapelle Herzogsdorf                                    |
| ja   | Datei hochladen | Pfarrhof HERIS-ID: 4212 Objekt-ID: 50                                                   | Kirchenplatz 1 Standort KG: Eidendorf  | Der zweigeschoßige Pfarrhof mit Schopfwalmdach wurde um 1786 errichtet und diente bis 1898 auch als Schule. Der Pfarrhof wurde mehrfach umgebaut und renoviert und besitzt im Garten einen bemerkenswerten Troadkasten aus dem frühen 18. Jahrhundert.                                                                                                 | BDA-Hist.: Q38026130 Status: § 2a Stand der BDA-Liste: 2025-06-30 Name: Pfarrhof GstNr.: .70, 873 Pfarrhof Herzogsdorf                                                 |
| ja   | Datei hochladen | Gemeindeamt, ehem. Schule HERIS-ID: 4358 Objekt-ID: 201                                 | Kirchenplatz 10 Standort KG: Eidendorf | Das zweigeschoßige, späthistoristische Gemeindeamt wurde zwischen 1895 und 1898 als Kaiser-Franz-Joseph-Jubiläumsschule errichtet und 1961 zum Gemeindeamt umgewidmet. | BDA-Hist.: Q37878499 Status: § 2a Stand der BDA-Liste: 2025-06-30 Name: Gemeindeamt, ehem. Schule GstNr.: 895/2 Gemeindeamt Herzogsdorf                                |
| ja   | Datei hochladen | Kath. Filialkirche Mutter Gottes von Fatima, Marienkirche HERIS-ID: 4359 Objekt-ID: 202 | Neußerling Standort KG: Stammering     | Die Filialkirche der Pfarre Gramastetten wurde zwischen 1947 und 1948 von Baumeister Johann Weixelbaumer errichtet. Der historisierende Saalbau mit rechteckigem Langhaus und niedrigem, eingezogenen Polygonalchor beherbergt einen Hochaltar von Wenzel Wagner (1948), der die Herz-Mariae sowie den heiligen Josef und den heiligen Aloisius zeigt. | BDA-Hist.: Q23689808 Status: § 2a Stand der BDA-Liste: 2025-06-30 Name: Kath. Filialkirche Mutter Gottes von Fatima, Marienkirche GstNr.: .183 Filialkirche Neußerling |
| ja   | Datei hochladen | Volksschule HERIS-ID: 4385 Objekt-ID: 228                                               | Neußerling 157 Standort KG: Stammering | Die zweigeschoßige, späthistoristische Volksschule wurde zwischen 1919 und 1920 errichtet. | BDA-Hist.: Q37901291 Status: § 2a Stand der BDA-Liste: 2025-06-30 Name: Volksschule GstNr.: .171 Volksschule Neußerling                                                |